# Helmer Hermansen
Helmer Hermansen (ur. 1 lutego 1871 w Løten; zm. 19 marca 1958 w Brumunddal) – norweski strzelec.
Hermansen uczestniczył na Letnich Igrzyskach Olimpijskich 1900 w Paryżu. Brał wówczas udział w pięciu konkurencjach strzelectwa: karabin dowolny stojąc, 300 m (9. miejsce), karabin dowolny leżąc, 300 m (10. miejsce), karabin dowolny, trzy postawy, 300 m (13. miejsce), karabin dowolny klęcząc, 300 m (13. miejsce) oraz karabin dowolny, trzy postawy, 300 m, drużynowo (2. miejsce; srebrny medal; wraz z Olem Østmo, Tomem Seebergem, Olem Sætherem i Olafem Frydenlundem).